# Стари град (Праг)
Стари град Прага (чеш. Staré Město pražské) је средњовековно насеље Прага, Чешка. Био је одвојен полукружним јарком и зидом, повезаним са реком Влтавом на оба њена краја. Ров је сада прекривен улицама (од севера до југозапада) Револучни, На Прикопе и Народни - које остају званична граница катастарске заједнице Старог града. Сада је део Прага 1.
Значајна места у Старом граду укључују Стари градски трг (Старомјестске намјести) и Астрономски сат. Стари град је окружен Новим градом Прага. Преко реке Влтаве повезан је Карловим мостом са Малом страном (чеш. Malá Strana). Бивши јеврејски град (Јозефов) налази се у северозападном углу Старог града ка Влтави.

## Историја
Од свог раног постојања, око 9. века, Стари Град је био смештен у насељима која су се појавила од простране пијаце на обали Влтаве. Записи из 1100. године говоре да се сваке суботе одржавала пијаца на тргу а да су се тамо одржавала и велика војна окупљања. Захваљујући трговини, трговци на овом подручју су се богатили, а када им је краљ Вацлав I Бохемијски дао привилегије, настао је Прашки град (Место пражске). Према древним записима, град је имао око 13 капија и огроман јарак, који су пружали снажну одбрану.
1338. године, одборници Старог града Прага добили су дозволу Јована Луксембуршког, краља Чешке, да купе величанствену патрицијску кућу од породице Волфин од Камена и преуреде је у градску већницу - још увек постојећу Стару градску већницу. Средином 14. века значај Старог града Прага нагло се повећавао. Град је напредовао захваљујући развоју трговине и занатства и постао један од најважнијих средњоевропских метропола. Његова блиставост и слава су се још више повећали када је бохемски краљ Карло IV постао римски цар 1355. године. Сасвим изненада пажња целе средњовековне Европе била је окренута према Прагу, резиденцији поглавара Светог римског царства. Оригинална градска већница проширена је моћном квадратном каменом кулом, симболом моћи и поноса градског већа првог града у Краљевини и Царству. 1364. године када је довршена кула је била највиша у граду.
Након што је Карло IV проширио град у 14. веку оснивањем Новог града Прага, ров и зид су демонтирани. 
Карло IV је 1348. основао Универзитет у Прагу. Од краја 14. века његово главно седиште је било у Каролинуму који се налази у Старом граду Прага. 1357. Карло IV је започео изградњу новог моста преко реке Влтаве који повезује Стари град са Малим градом Прага. 1391. године у Старом граду је саграђена Витлејемска капела за проповеди на чешком језику. Капела је играла важну улогу у бохемској реформацији и покрету Хусита. 1402–1413. ту је проповедао реформатор цркве Јан Хус.
1689. године велики пожар (зван француска ватра) оштетио је велики део Старог града, укључујући и Јеврејски град. 1784. године четири града Прага су уједињена у Краљевски главни град Праг са заједничком управом.

## Стари градски трг
Стари градски трг (Старомјестске намјести) није само импресивна смеша архитектонских стилова и споменика; он представља суштину самог града. Ту су се одигравали многи догађаји, срећни и трагични, који су обележили дугу историју Прага. 1422. овде је погубљен проповедник Ј. Желивски (спомен-плоча); 1621. су погубљени лидери протестантске буне (спомен-плоча); 1915. је откривен споменик Јану Хусу, поводом 5 векова од његове смрти (са епиграфом: „истина ће победити“); 1945. је народ Прага радосно поздравио совјетску војску на крају Другог светског рата; 1968. је народ гађао совјетске тенкове Молотовљевим коктелима због уништавања сна „Прашко пролеће“, а споменик Јану Хусу био је прекривен у знак туге; 1988. грађани Прага су захтевали слободу, права и уклањање „браће“ Варшавског пакта, и 1990. трг је био једно од места „Плишане револуције“ која је означила повратак демократије.

### Црква Девице Марије Тинске
Ова монумантална готичка црква са 80 метара високим торњевима близанцима је грађена од средине 14. до раног 16. века на месту цркве из 11. века. Крајем 17. века после пожара, унутрашњост добија барокни изглед. Оргуље у цркви потичу из 1673. године и најстарије су у Прагу. Рестауриране су и враћене у цркву 2000. године. Велика реконструкција саме цркве изведена је 1973. године, а на Ускрс 1992. црква добија ново звоно од 960 кг у северном торњу, који је био празан још од немачке окупације.

### Астрономски сат – Орлој
Астрономски сат је постављен 1410. године и представља један од најстаријих и најдетаљнијих сатова тог типа у свету. Иако је готово уништен током Другом светског рата обновљен је до 1948. године. 
Часовник показује сате, календар, зодијачку консталацију, релативне положаје Сунца, Месеца и звезда, смене годишњих доба. Изнад сата се сваког пуног сата отварају врата кроз која круже 12 апостола, уз звучне ефекте, што представља изузетну туристичку атракцију.
Иако је већина кућа обновљена у доба ренесансе и барока, многе куће око трга још увек имају средњовековно обележје. Насупрот барокне цркве Светог Николе на горњем тргу стоји Палата Лихтенштајн са фасадом из доба неокласицизма. Посетиоци овде могу да слушају концерте класичне музике. Стуб у част Свете Тројице стоји на тргу да би означио крај куге 1713. године. Доњи део трга има приличан удео импресивних грађевина са Градском кућом, заједно са три палате, Штернберг (да се не меша са својим већим имењаком, уметничком галеријом у Храдчанима), Смирицки и Кајзерштајн.
На Старом градском тргу су смештене и многе друге зграде импресивних фасада и великог историјског значаја, као: Кућа код златног једнорога, из 18. века, фасада касног барока, где је Б. Сметана отворио прву музичку школу; Сторчова кућа, готичког стила из 14. века, рестаурирана у 19. века у нео-ренесансном стилу; Голц-Кински палата, у стилу рококоа и нео-класицизма; Кућа ког каменог звона из 13. века; и многе друге.

## Галерија
- Грб Старог града Прага код Старе градске већнице
- Уске улице
- Куће у Старом граду
- Споменик Јану Хусу на Старом градском тргу
- Трг јаја крајем 19. века